# Distretto di Zhanggong
Il distretto di Zhanggong (章贡区S, Zhānggòng Qū)P) è un distretto della Cina, situato nella provincia di Jiangxi e amministrato dalla prefettura di Ganzhou.